# Brokered Convention
In den Vereinigten Staaten ist eine brokered convention ein Nominierungsparteitag, auf dem keiner der Kandidaten für das Präsidentenamt über eine Mehrheit der Delegierten verfügt. Andere Bezeichnungen sind contested convention oder open convention. In diesem Fall wird solange unter den Delegierten verhandelt und abgestimmt, bis eine Mehrheit zustande kommt.
Bis zur Einführung der Präsidentschaftsvorwahlen war jeder Nominierungsparteitag in den USA eine brokered convention. Die Versammlungen zogen sich oft über mehrere Tage hin. Einen Rekord stellte der Nominierungsparteitag der Demokraten für die Präsidentschaftswahl 1924 auf, der von Auseinandersetzungen zwischen Anhängern und Gegnern des Ku-Klux-Klans bestimmt wurde. Der Kandidat John W. Davis wurde erst im 103. Wahlgang bestimmt.
Die ersten Vorwahlen fanden vor der Präsidentschaftswahl 1912 statt. Ihre Ergebnisse waren jedoch für die Delegierten nicht bindend. Das System der Vorwahlen mit gebundenen Delegierten setzte sich erst nach dem Zweiten Weltkrieg durch. Seitdem sind Verhandlungen der Delegierten über die Stimmabgabe kaum noch möglich. Die letzten aus einer brokered convention bestimmten Kandidaten waren der Republikaner Thomas E. Dewey 1948 und der Demokrat Adlai Stevenson 1952. Bei den Präsidentschaftswahlen von 1976 hatten weder Gerald Ford noch Ronald Reagan eine Mehrheit bei den republikanischen Delegierten, Ford setzte sich aber bereits im ersten Wahlgang durch.
Beobachter hielten bei beiden großen Parteien im Jahr 2016 eine brokered convention für möglich. Die derzeit gültige Parteitagssatzung der Republikanischen Partei bindet die Delegierten im ersten Wahlgang an die Stimmabgabe für ihren Kandidaten (Rule 16) – nur die „Superdelegierten“ sind eine Ausnahme – und legt fest, dass nur Kandidaten antreten dürfen, die in mindestens acht Bundesstaaten eine Delegiertenmehrheit haben (Rule 40). Die Regeln sind aber vom Parteitag veränderbar.
In dem Spielfilm Der Kandidat und in der Fernsehserie House of Cards müssen sich die Kandidaten auf einer brokered convention durchsetzen.